# Diskografie Feminnem
Diskografie Feminnem, bosensko-chorvatské dívčí skupiny, se k červnu 2014 skládala ze tří studiových alb, jedné kompilace, 15 singlů a 15 videoklipů. Nejpopulárnějšími singly jsou „Volim te, mrzim te“, „2 srca 1 ljubav“, „Call Me“, „Sve što ostaje“, „Lako je sve“ a „Sve što ti nisam znala dati“.

## Alba

### Studiová alba
| Název         | Detaily                                                                                   | Nejvyšší pozice |
| Název         | Detaily                                                                                   | CRO             |
| ------------- | ----------------------------------------------------------------------------------------- | --------------- |
| Feminnem Show | - Vydáno: 20. prosinec 2005 - Vydavatel: Croatia Records - Formáty: CD, digitální stažení | 19              |
| Lako je sve   | - Vydáno: 1. březen 2010 - Vydavatel: Croatia Records - Formáty: CD, digitální stažení    | 2               |
| Easy to See   | - Vydáno: 4. červen 2010 - Vydavatel: DA Records - Formáty: digitální stažení             | —               |

### Kompilační alba
| Název            | Detaily                                                                                   | Nejvyšší pozice |
| Název            | Detaily                                                                                   | CRO             |
| ---------------- | ----------------------------------------------------------------------------------------- | --------------- |
| Baš nam je dobro | - Vydáno: 23. prosinec 2010 - Vydavatel: Croatia Records - Formáty: CD, digitální stažení | 6               |

## Singly
| Název                                  | Rok  | Nejvyšší pozice | Nejvyšší pozice | Album         |
| Název                                  | Rok  | CRO             | TUR             | Album         |
| -------------------------------------- | ---- | --------------- | --------------- | ------------- |
| "Volim te, mrzim te"                   | 2004 | —               | —               | Feminnem Show |
| "Call Me"                              | 2005 | —               | 20              | Feminnem Show |
| "Reci nešto, al' ne šuti više"         | 2005 | —               | —               | Feminnem Show |
| "2 srca 1 ljubav"                      | 2006 | —               | 1               | Feminnem Show |
| "Navika"                               | 2007 | —               | —               | Lako je sve   |
| "Chanel 5"                             | 2008 | —               | —               | Lako je sve   |
| "Ovisna"                               | 2008 | 19              | —               | Lako je sve   |
| "Poljupci u boji"                      | 2009 | 18              | —               | Lako je sve   |
| "Oye, oye, oye" (featuring Alex Manga) | 2009 | —               | —               | Lako je sve   |
| "Sve što ostaje"                       | 2009 | 7               | —               | Lako je sve   |
| "Lako je sve"                          | 2010 | 8               | —               | Lako je sve   |
| "Baš mi je dobro"                      | 2010 | —               | —               | Lako je sve   |
| "Sve što ti nisam znala dati"          | 2011 | —               | —               | —             |
| "Subota bez tebe"                      | 2011 | —               | —               | —             |

### Featuring s jinými umělci
| Singl                             | Rok  | Album              |
| --------------------------------- | ---- | ------------------ |
| "Ruka dobrote" (s různými umělci) | 2011 | charitativní singl |

## Jiné umístěné písně
| Název                                      | Rok  | Nejvyšší pozice | Album            |
| Název                                      | Rok  | CRO             | Album            |
| ------------------------------------------ | ---- | --------------- | ---------------- |
| "Vino na usnama"                           | 2006 | 15              | Feminnem Show    |
| "Pusti, pusti modu" (featuring Maja Šuput) | 2007 | 16              | Baš nam je dobro |

## Videoklipy
| Název                                 | Rok  | Řežie videoklipu |
| ------------------------------------- | ---- | ---------------- |
| "Volim te, mrzim te"                  | 2004 | —                |
| "Call Me"                             | 2005 | —                |
| "Zovi"                                | 2005 | —                |
| "Reci nešto, al' ne šuti više"        | 2005 | —                |
| "2 srca 1 ljubav"                     | 2006 | —                |
| "Navika"                              | 2007 | —                |
| "Chanel 5"                            | 2008 | Darko Drinovac   |
| "Ovisna"                              | 2008 | —                |
| "Oye, oye, oye" (s Alexem Mangou)     | 2009 | —                |
| "Sve što ostaje"                      | 2009 | Darko Drinovac   |
| "Lako je sve"                         | 2010 | Gonzo            |
| "Baš mi je dobro"                     | 2010 | —                |
| "Sve što ti nisam znala dati"         | 2011 | Gonzo            |
| "Ruka dobrote" (s jiným další umělci) | 2011 | Milo Ostović     |
| "Subota bez tebe"                     | 2011 | Tomislav Pović   |